# Прогресс МС-01
Прогресс МС-01 (№ 431, по классификации НАСА Progress 62 или 62P) — модернизированный транспортно-грузовой корабль (ТГК) серии «Прогресс», запущенный к Международной космической станции (МКС) 21 декабря 2015 года. 62-й российский корабль снабжения МКС.

## Конструкция корабля
ТГК «Прогресс МС-01» является первым кораблём серии «Прогресс МС». Она была создана на базе серии «Прогресс М» путём модернизации командно-телеметрической системы, установки новой бортовой радиотехнической системы сближения «Курс-НА», дополнительной противометеороидной защиты и цифровых блоков управления причаливанием и ориентацией транспортного корабля.

## Подготовка к запуску
17 декабря корабль был транспортирован по железной дороге в монтажно-испытательный корпус для общей сборки с ракетой-носителем «Союз-2.1а». Это первый запуск РН «Союз-2.1а» и ТГК после аварии ракеты-носителя и потери корабля «Прогресс М-27М» в апреле 2015 года.
18 декабря общая сборка ракеты-носителя была завершена, Техническое руководство и Государственная комиссия приняли решение о вывозе ракеты-носителя на стартовый комплекс. Начало этой операции запланировано на 19 декабря, в 04:30 МСК.
Запуск был запланирован на 21 декабря 2015 в 11:44 МСК с площадки № 31 космодрома Байконур. На орбитальную станцию планируется доставить около 2,5 тонн различных грузов.

## Хроника полёта

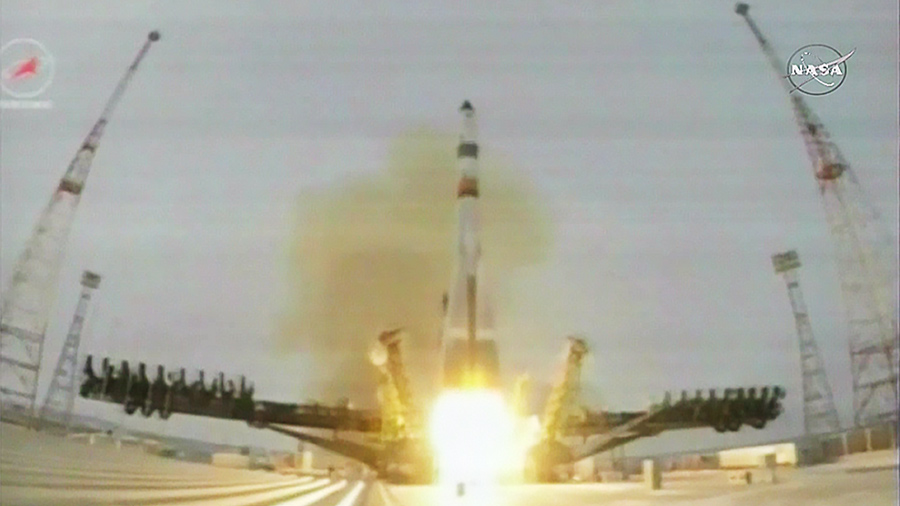
Старт ракеты-носителя с ТГК на борту

Запуск состоялся 21 декабря 2015 года в 11:44 МСК. В 11:53, через 9 минут после старта, ТГК успешно отделился от третьей ступени ракеты-носителя и начал автономный полёт. Впервые за историю эксплуатации кораблей типа «Прогресс» и «Союз» была осуществлена связь с кораблём через ретрансляционный спутник связи. Для этого спустя 10 минут после отделения третьей ступени «Прогресс МС-01» осуществил разворот для построения ориентации на спутник связи «Луч-5Б».
Полёт осуществлялся по двухсуточной схеме, автоматическая стыковка произошла 23 декабря 2015 года в 13:27:02 МСК. В качестве стыковочного узла был использован модуль «Пирс».
1 июля 2016 года в 08:35 ДМВ грузовой корабль был отведен от стыковочного отсека «Пирс» (СО-1) МКС на дальность около 200 метров для проверки модернизированной системы дистанционного ручного управления ТОРУ (телеоператорный режим управления). Ручная стыковка обратно к «Пирсу» была произведена находящимися на борту МКС космонавтами Алексеем Овчининым и Олегом Скрипочкой в 09:04 ДМВ. Стягивание корабля к МКС не производилось и он остался висеть на механическом захвате стыковочного устройства. Окончательная отстыковка состоялась 3 июля 6:48 мск. Контролируемый сход с орбиты осуществился спустя 3 часа, останки корабля упали в заданном районе Тихого океана.